# Poiana Uzului, Bacău
Poiana Uzului a fost un sat situat în județul Bacău pe valea Uzului la 10-12 km de comuna Dărmănești (căreia îi aparținea). A fost înființat în anii 1850 și a fost desființat în septembrie 1969, ca urmare a creării lacului de la Poiana Uzului.
Dat fiind că a fost edificat pe o cale de comunicație cu Transilvania intens folosită pe perioada unor conflicte militare, s-a aflat în calea armatelor care treceau prin Pasul Uz. Ca atare, satul a fost distrus în fiecare din celor două războaie mondiale, refăcându-se ulterior. În perioada de maximă dezvoltare a ajuns la peste 600 de locuitori. Economia sa a fost de tip pastoral și forestier.
În Primul Război Mondial, aici a fost situat un punct cheie în defensiva asigurată de trupele române ale Diviziei 7 Infanterie, împotriva trupelor ungare ale Divizia 39 Infanterie Honvéd.

## Etimologie
Toponimul Uz, care desemnează satul ardelean Valea Uzului, Harghita, râul Uz și satul Poiana Uzului, amintește de trecerea uzilor în aceste zone, alături și de toponimul Oituz.

## Așezare geografică
Așezat pe valea râului Uz, la 10–12 km de Dărmănești într-o zonă tipic montană cu păduri amestecate de fag și molid, ocupa un mic bazinet de facies petrografic localizat la o altitudine de circa 450 m în partea de vest a flișului marginal. Acest bazinet, apărut pe seama complexului litologic al șisturilor negre, este dominat de înălțimi de 1000-1 200 m care aparțin faciesului de Tarcău. De asemenea, este limitat în aval de o bară de gresie eocenă, iar în amonte continuă cu defileul Uzului.

## Istoric și evoluție

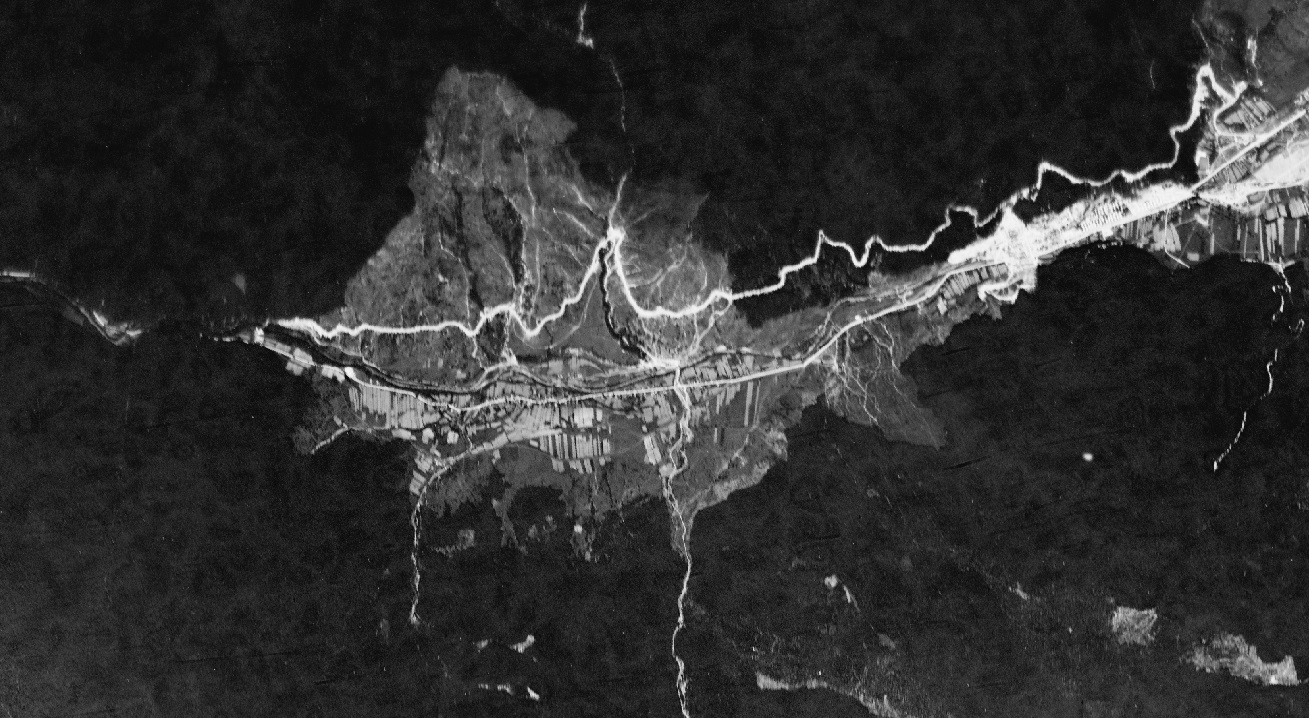
Satul văzut dintr-un satelit de spionaj en al Central Intelligence Agency după 1 mai 1968. Se remarcă șantierul barajului, tabăra muncitorilor și drumul județean în construcție.

Apariția sa după anul 1850 se datorează atât existenței resurselor exploatabile de lemn, cât și existenței locurilor de pășunat, precum și proximității graniței cu Transilvania. Populația sa provine din depresiunea Dărmănești, primii locuitori fiind stabiliți aici lângă pârâul Grozea, ca urmare a dorinței lui Gheorghe Știrbey (nepotul lui Barbu Știrbey), de a exploata economic pășunea din partea locului (aceasta se dovedise nerentabilă pe vremea lui Barbu Știrbei, ca urmare a faptului că fiind în proximitatea graniței, era adesea ținta furturilor de vite).
Deja  în jurul anului 1900 satul avea 20 de case și un fierăstrău cu apă pentru tăiatul buștenilor, localitatea trecând rapid de la o economie cu o dominantă pastorală la una cu o dominantă forestieră. În anul 1903 satul a fost conectat la rețeaua de drumuri, s-a ridicat aici o bisericuță și a fost înființată o școală. Dezvoltându-se, satul s-a răsfirat pe valea Uzului.
Fiind ridicat pe o cale de comunicație cu Transilvania mai puțin folosită în vremuri de pace, dar foarte intens folosită pe perioada unor conflicte militare, s-a aflat în calea armatelor care treceau prin Pasul Uz. Ca atare, satul a fost distrus în fiecare din celor două războaie mondiale, refăcându-se ulterior. După Primul Război Mondial, localitatea s-a refăcut rapid datorită materialelor de construcție existente din abundență și populația a revenit aproape integral, urmând o perioadă de prosperitate. Atfel, în perioada interbelică s-a extins spre Sălătruc și a apărut cătunul Pivniceri, dezvoltarea locală fiind impulsionată de apariția la Sălătruc a unei fabrici de oțet, a altor fierăstraie de cherestea și a unei uzine electrice acționată de forța apei. Ca atare, în anul 1935 se aflau la Poiana Uzului 120 de case și aproximativ 600 de locuitori.
În timpul celui de-al Doilea Război Mondial, ca urmare a retragerii pe aici a trupelor germane, populația s-a refugiat din nou, găsindu-și la întoarcere cea mai mare parte din case distruse. A urmat o nouă perioadă de dezvoltare, aflată însă în strânsă legătură de această dată cu cea a localității Dărmănești. În preajma strămutării așezării localitatea avea o structură răsfirată și rămăsese tipic rurală, iar economia sa avea un profil zootehnic și forestier, venitul pe gospodărie al locuitorilor  menținându-se în zona mijlocie. În jurul vetrei satului care avea circa 80 de hectare, se găseau suprafețe întinse de pășuni și fânețe, folosirea suprafețelor indicând la nivelul anului 1967 un minim, în ce privește terenurile folosite ca suprafețe agricole.
În anul 1954 satul a fost electrificat.
În anii 1960 populația satului a început să scadă, în special pe seama populației tinere apte de muncă, drept urmare a migrației forței de muncă spre obiectivele industriale din zona depresiunii Dărmănești. Astfel, statistica a consemnat atât îmbătrânire apopulației cât și într-un singur an, de la 1965 la 1966, scăderea numărului de locuitori de la 645 la 575. În anul 1967, repartiția populației active era de 60 % în activitățile zootehnice și forestiere și de 40 % în sectorul industrial din afara localității.

## Înființarea lacului

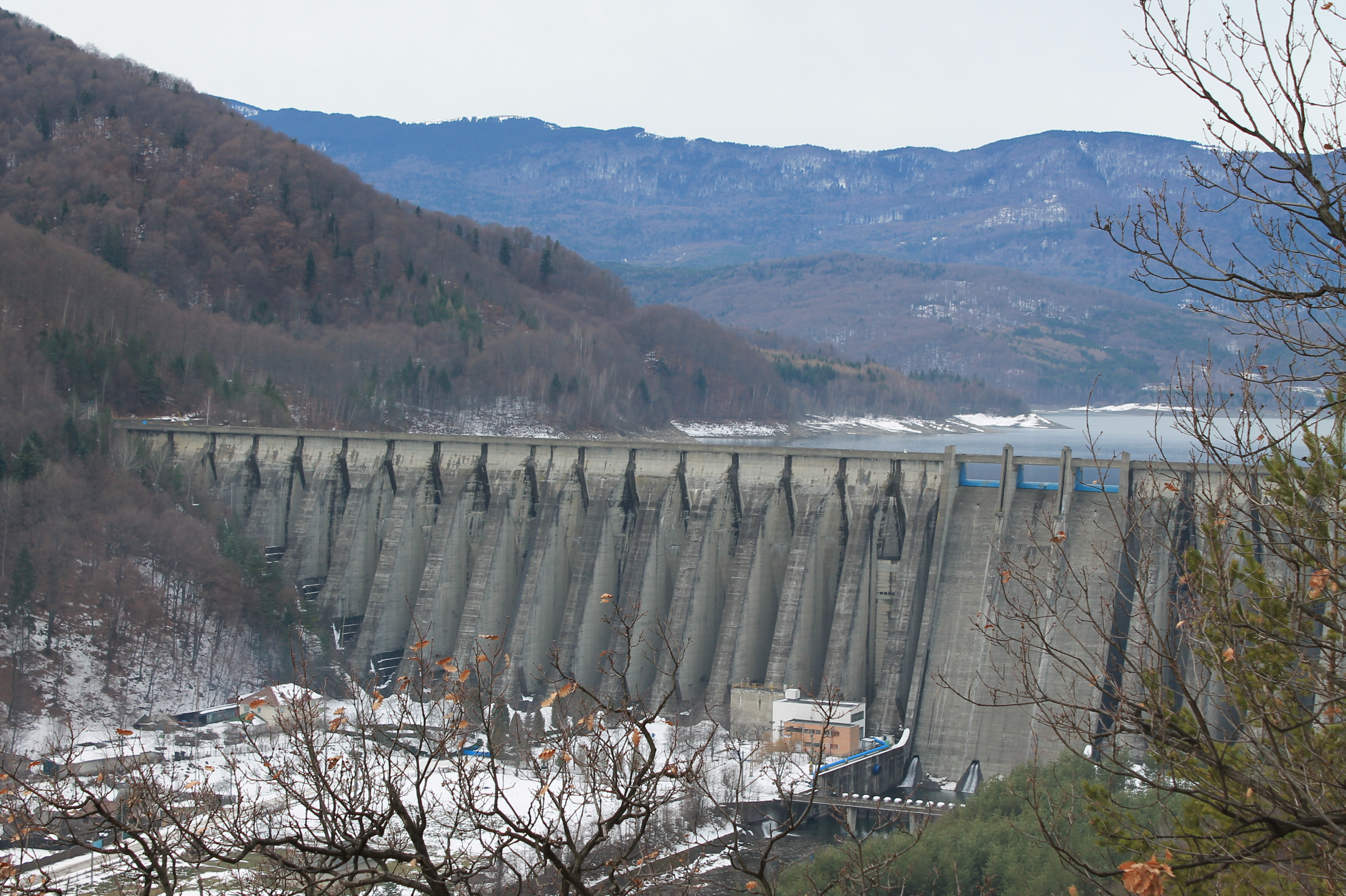
Barajul (situat pe locația fostului cătun Pivniceri) și Lacul Poiana Uzului, astăzi

Din punct de vedere administrativ, în 1968, satele Poiana Uzului și Pivniceri au fost desființate și comasate cu satul Dărmănești.
Fosta așezare de la Poiana Uzului a fost desființată în septembrie 1969, ca urmare a construcției în aval în zona Pivniceri, a barajului de la Poiana Uzului. Locuitorii satului au fost strămutați în zona Boiștea a Dărmăneștiului, pe locul numit „Lanul Dumbrăvița”. La momentul strămutării, satul mai avea 231 de familii.

## Rol militar
În Primul Război Mondial aici a fost situat un punct cheie în defensiva asigurată de Divizia 7 Infanterie împotriva Divizia 39 Infanterie Honvéd, în timpul operația Armatei României de apărare a trecătorilor.
Un loc de înhumare pentru cei căzuți în Marele Război a fost creat aici, în locul numit „Vadu Rău”.. Acesta a fost desființat în perioada interbelică, osemintele de aici fiind centralizate în Cimitirul eroilor din Comănești.
În timpul celui de-al Doilea Război Mondial, în apropierea localității s-au aflat, la Valea Uzului, lucrări de fortificații ale Liniei Árpád.